# Kalksteengroeve

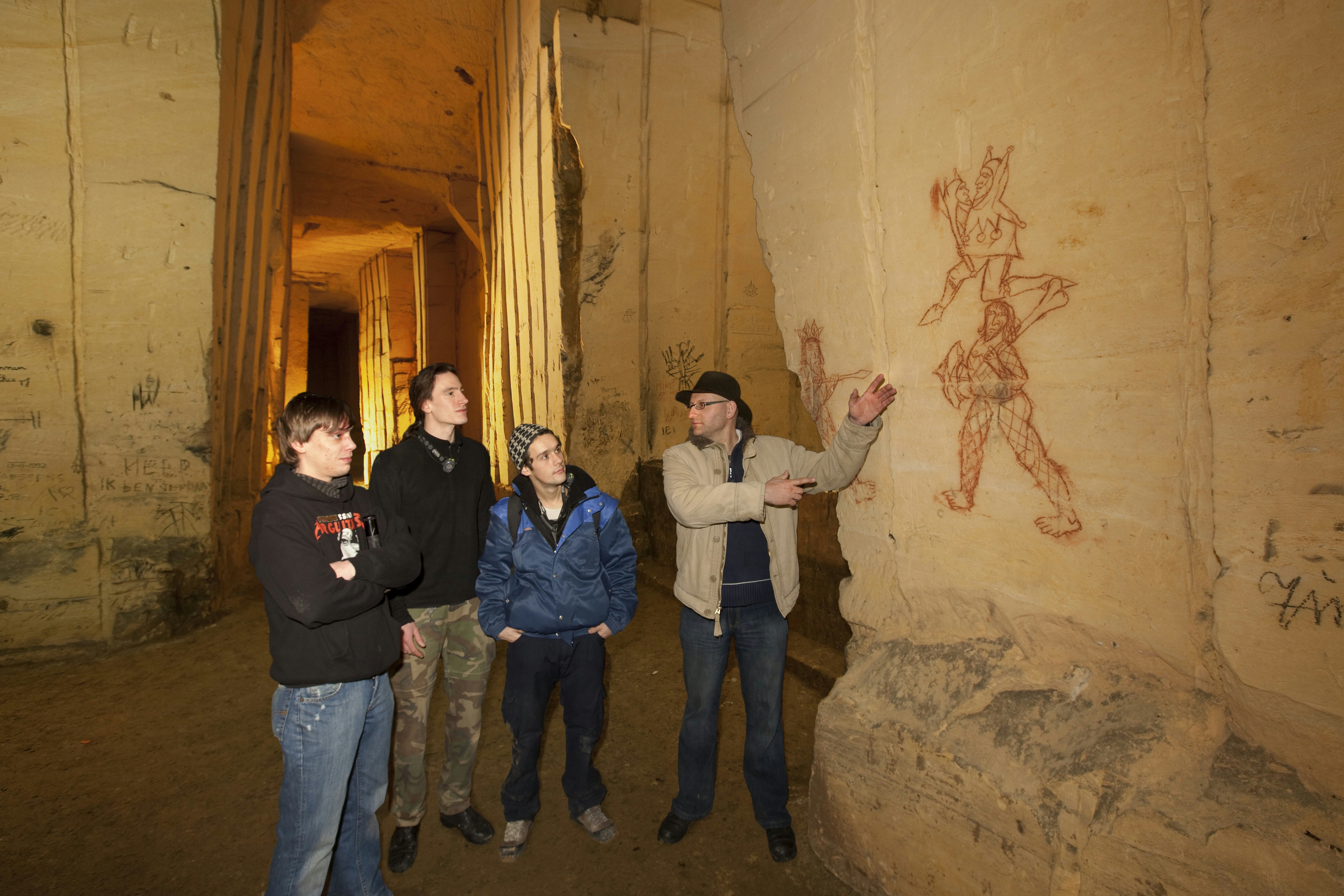
Middeleeuwse tekeningen in de Sint Pietersberg

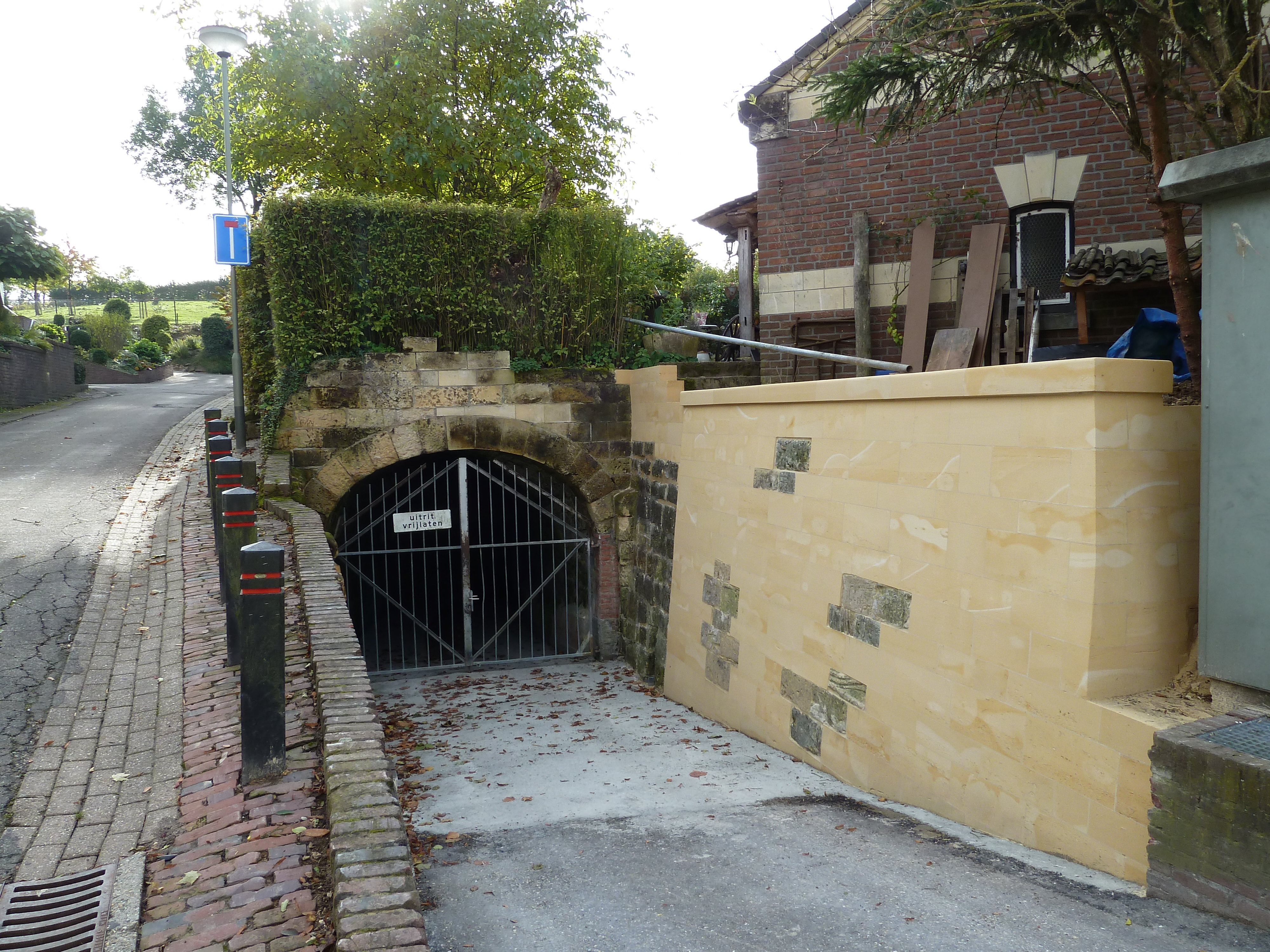
Ingang Sibbergroeve

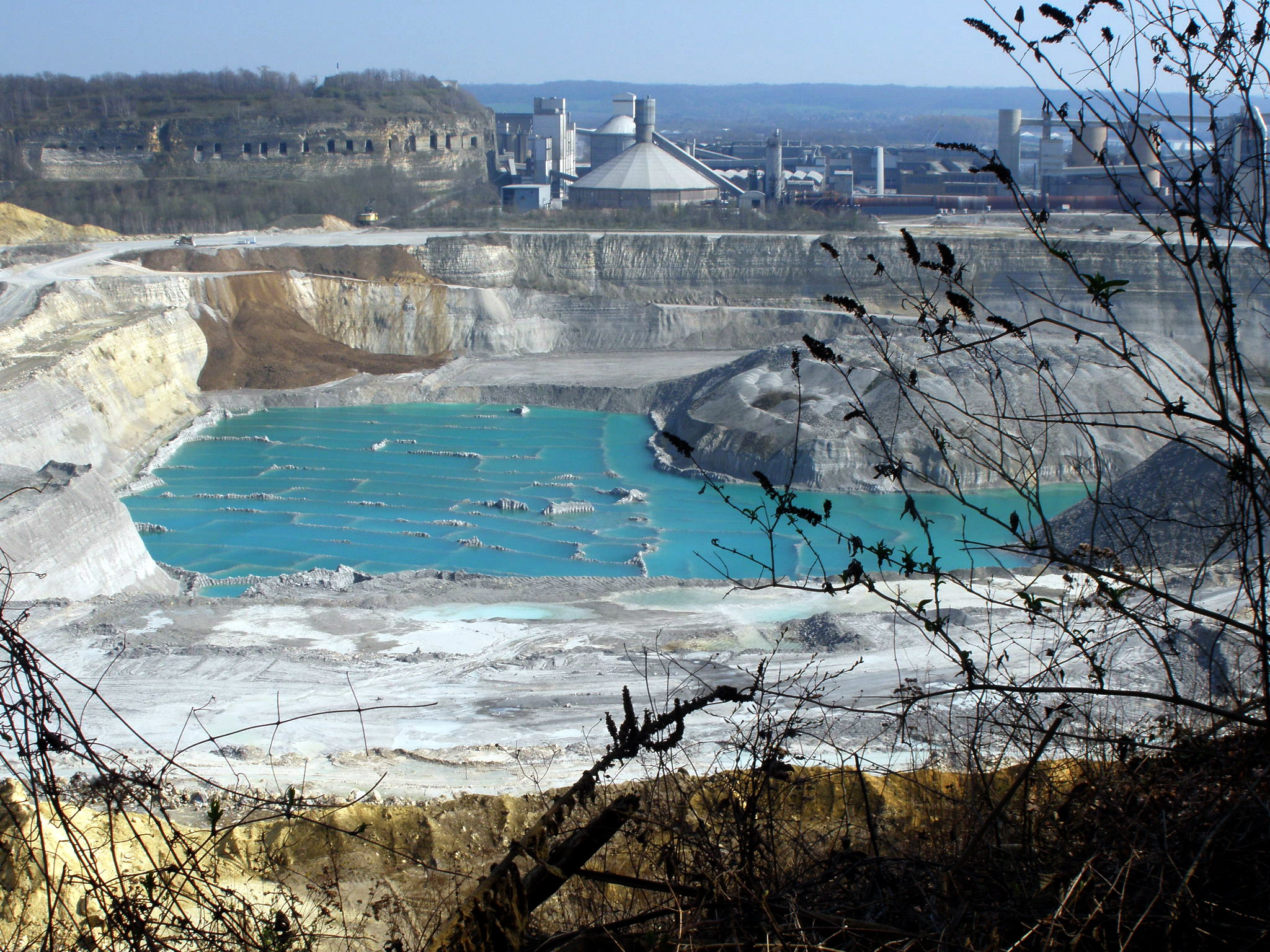
ENCI-groeve, Maastricht

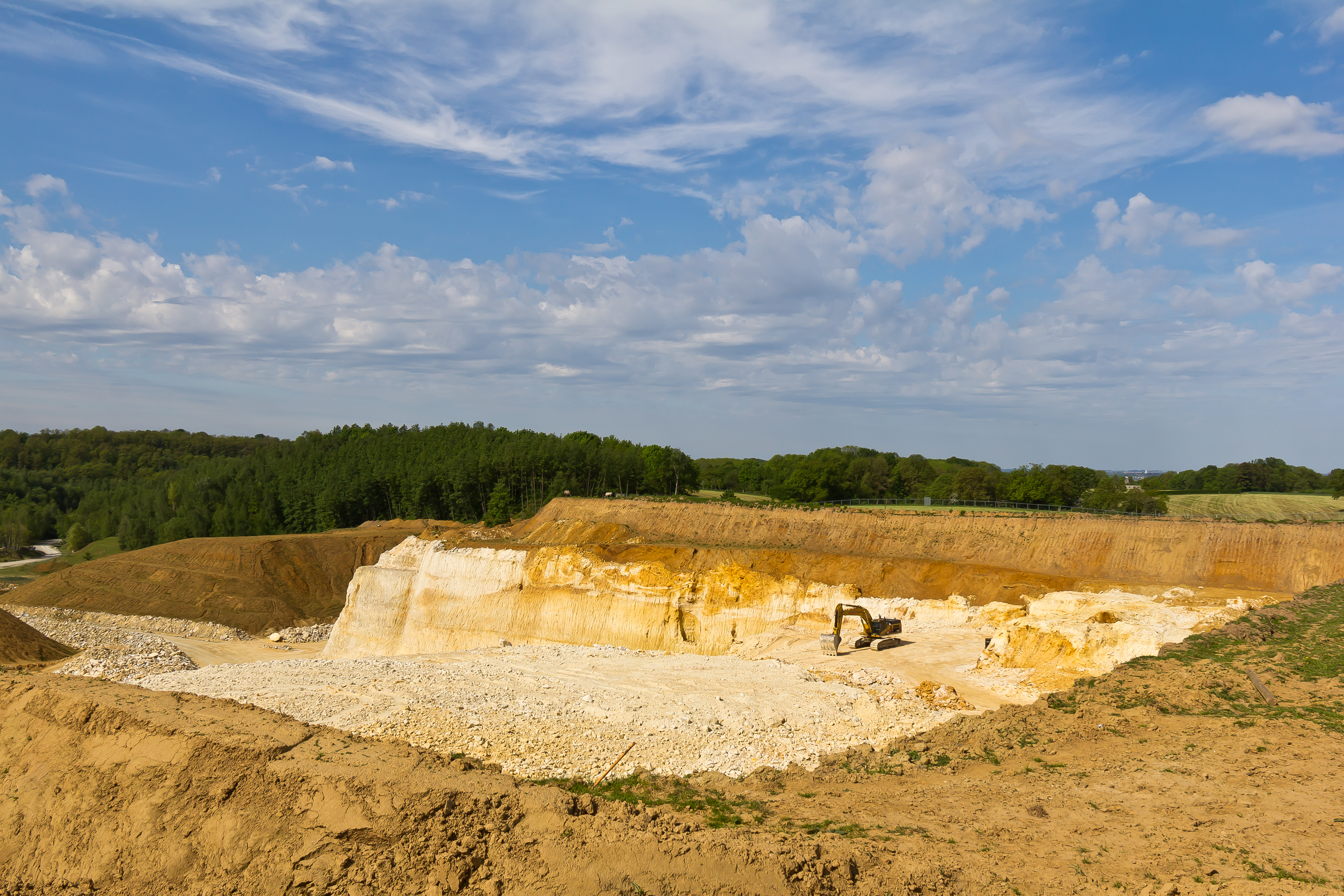
Groeve 't Rooth

Een kalksteengroeve is een plaats waar in dagbouw of ondergronds kalksteen wordt gewonnen.
De kalksteengroeven in Limburg worden ook wel mergelgroeven genoemd. De ondergrondse mergelexploitaties in Zuid-Limburg worden in de volksmond mergelgrotten genoemd.

## Kalksteenwinning
De winning gebeurt:
- in dagbouw: de grond die zich boven de kalksteen bevindt wordt eerst weggegraven en vervolgens wordt de kalksteen afgegraven.
- ondergronds: de mergel wordt over het algemeen uitgezaagd (gebroken) of vroeger met springstof losgeschoten. Dat wat achterblijft is een gangenstelsel. De meeste mergel en mergelblokken werden in horizontale gangen met paard en wagen naar buiten gebracht. Daardoor zijn de ingangen van deze gangenstelsels in de hellingen van de beekdalen te vinden. Daarnaast treft men ook schachten aan die voor de ventilatie en het transport van mergelblokken werden gebruikt. Minder algemeen zijn de putwinningen waar de mergelgroeve enkel toegankelijk is via een verticale schacht.

### Ondergrondse winning
De oudste gedeelten van sommige groeves gaan terug op de Romeinse tijd. Dat zijn vaak ook de hoogste, omdat het eenvoudiger was, de winning naar beneden uit te breiden.
De oude term voor het loswerken van deze mergelblokken is blokbreken en werd gedaan door blokbrekers. Vroeger gebeurde dat met de sibbermethode.
Om mergelblokken ondergronds te winnen moet er aan een aantal voorwaarden voldaan zijn:
- de exploitant moet een concessie hebben met de toestemming tot exploitatie;
- de te ontginnen laag moet economisch bereikbaar zijn door middel van een horizontale ingang of verticale schacht;
- de kwaliteit van de blokken moet voldoen aan een aantal voorwaarden;
- de werkomstandigheden en veiligheid moeten voldoen aan wettelijke eisen die gecontroleerd worden, in Nederland door Staatstoezicht op de Mijnen, in België door de Dienst van het Mijnwezen.

### Dagbouw
De winning van industriële kalksteen geschiedt in open groeven. Hierbij wordt eerst de circa 15 meter deklagen verwijderd en wordt vervolgens het kalksteenpakket van boven naar beneden afgegraven.

### Natuurontwikkeling en onderzoek
Oude gangenstelsels worden vaak als rustplaats en overwinteringsplaats gebruikt door vleermuizen.
Kalksteengroeven zijn belangrijke vindplaatsen van fossielen en daarmee belangrijk voor paleontologen.
Daarnaast zijn groeven het domein van berglopers.
Verlaten gangenstelsels zijn een toeristische attractie en krijgen diverse alternatieve bestemmingen.

## Kalksteengroeven in Nederland

### Ondergrondse groeven
Alleen in de Sibbergroeve worden nog mergelblokken voor gebruik als bouwsteen gewonnen. De meest oostelijke ondergrondse kalksteengroeve in Nederland is de Benzenradergroeve.

### Dagbouwgroeven
Losse mergel voor industriële toepassing wordt in Nederland gewonnen in bovengrondse mergelgroeven (dagbouw).
Tot 2018 won de Eerste Nederlandse Cement Industrie (ENCI) nog mergel uit de ENCI-groeve te Maastricht als grondstof voor de cementproductie. In groeve 't Rooth te Margraten en de groeve Curfs te Valkenburg wint de firma Ankersmit kalk als grondstof voor de kunstmestbereiding en als hulpstof in gebruik voor de ontzwaveling van rookgassen.
De  steengroeve in Winterswijk is een dagbouwmijn waar voornamelijk kalksteen gewonnen wordt. De groeve is sinds 1932 in gebruik en wordt tegenwoordig geëxploiteerd door de firma Ankerpoort
In de afgelopen eeuwen zijn in de omgeving van Zuid-Limburg door de ondergrondse mergelwinning meer dan 250 grote en kleine gangenstelsels ontstaan. In de volksmond worden deze groeven de "grotten van Limburg" genoemd. (Zie hiervoor: Grotten van Limburg). Anno 2019 wordt er nog kalksteen gewonnen in de ondergrondse Sibbergroeve en de bovengrondse Kunradersteengroeve.
Staatstoezicht op de Mijnen (SodM) is belast met het toezicht op de mergelwinning in Nederland met name met betrekking tot de aspecten veiligheid, gezondheid, milieu, bodembeweging ten gevolge van delfstofwinning en de doelmatige winning van delfstoffen.

### Overige activiteiten
- Door de eeuwen hebben veel mensen in de mergelgroeven van Zuid-Limburg een goed heenkomen gezocht en gevonden. Bijvoorbeeld:

1. Zij bouwden er grotwoningen.
2. In de Franse Tijd verstopten er zich priesters, die niet de eed van trouw aan de staat wilden afleggen en die er ook onderaardse schuilkerken bouwden (De schuilkerk in de Geulhemmergroeve is als zodanig in gebruik geweest van 1795 tot 1801).
3. De laatste keer, dat de „grotten“ als schuilplaats werden gebruikt was het drie dagen durende artillerieduel om de Geullinie tussen de Duitsers en de Amerikanen midden september 1944. Het grootste deel van de bevolking van Valkenburg en Geulhem zat onderaards.

- Tegen het eind van de oorlog hebben de Duitsers er delen van hun oorlogsindustrie ondergebracht, in de Bronsdal- of Bronsdaelgroeve bij Geulhem en de Heidegroeve in Valkenburg.
- De Studiegroep Onderaardse Kalksteengroeven (SOK) verricht onderzoek in de Zuid-Limburgse Kalksteengroeven.
- Studiegroep van Sibbergroeve.nl. Onderzoek naar voornamelijk de Sibbergroeve maar periodiek ook naar omliggende groeven in en rondom Valkenburg aan de Geul en Sibbe.
- Door vleermuistelgroepen worden jaarlijks inventarisaties verricht van de overwinterende vleermuizen in de mergelgroeven.
- De dagbouwgroeven van de ENCI te Maastricht en de groeve 't Rooth nabij Cadier en Keer worden regelmatig opengesteld om mensen in de gelegenheid te stellen fossielen uit het Krijt te zoeken.
- Sommige gangen worden nog gebruikt door champignonkwekers.

## Kalksteengroeven in België

### Ondergrondse groeven
In België waren er ondergrondse groeven in Zuid-Limburg in Heers (Groeve Henisdaal) en in Riemst en in de aangrenzende Luikse gemeenten in Lanaye (Visé) en Bassenge. En ook in Waals-Brabant in Orp-Jauche (Folx-les-Caves en Orp-le-Petit) en in Wansin (Hannuit) zijn er nog ondergrondse groeven overgebleven.
In Zichen-Zussen-Bolder en Kanne (thans gemeente Riemst) bevindt zich een zeer uitgebreid netwerk van ondergrondse kalksteengroeven. Na eeuwenlange mergelwinning was hier een gangenstelsel met een totale lengte van ca 300 km ontstaan, sommige gangen met een hoogte van 10 m. In de 20e eeuw werden de gangen vooral gebruikt voor de champignonteelt. Op 23 december 1958 vond hier de Roosburgramp plaats, waarbij een deel van het gangenstelsel instortte en 18 mensen de dood vonden. Naar aanleiding hiervan werden door de Dienst van het Mijnwezen verstevigingen aangebracht in sommige gangenstelsels onder bewoonde gebieden.

### Dagbouw
In april 2013 werd bekend dat het bedrijf Sibelco, dat al twee mergelgroeven in Nederlands-Limburg exploiteert, plannen heeft om in de buurt van de Roosburg in Zichen-Zussen-Bolder mergel te ontginnen in dagbouw, waar jaarlijks 200.000 ton mergel gedolven zal worden.
In verleden was er ontginning in dagbouw in de Mergelgroeve van Gelinden (Sint-Truiden).